# Пеггі (собака)
Пеггі (нар. 2018) — британська собака, яка отримала титул найпотворнішої собаки Великобританії. Вона здобула популярність завдяки своїй потворності та дебютувала в ролі Догпулу у фільмі 2024 року «Дедпул і Росомаха».

## Біографія
Холлі Міддлтон усиновила Пеггі онлайн в кінці 2018 року. Їй було шість місяців на той час. Пеггі назвали на честь прабабусі Міддлтон. Вона є поміссю мопса та китайської чубатої собаки. У 2023 році Пеггі взяла участь у конкурсі потворних собак, який проводила друкарська контора ParrotPrint. Вона перемогла, заслуживши титул «найпотворнішої собаки Великобританії», а засновник ParrotPrint описав успіх Пеггі як «класичну історію про шлях до багатства».

## Кінокар'єра
Завдяки успіху в конкурсі з найпотворніших собак, її запросили на телебачення а згодом і в кіноіндустрію. Вона з’явилася на телешоу «BBC Breakfast», а пізніше актор Райан Рейнольдс опублікував фотографію Пеггі в костюмі Дедпула в соціальних мережах, показавши, що вона з’явиться як тварина-актор у фільмі Marvel 2024 року «Дедпул і Росомаха». Для фільму Пеггі тренував Жюль Тотман, дресирувальник тварин для фільмів; вона не мала попередньої підготовки. Завдяки тренуванням, Пеггі навчилася стрибати в обійми Райана Рейнольдса. За словами Рейнольдса, Пеггі пройшла більшу підготовку до фільму, ніж Г'ю Джекман.
Пеггі пройшлася по червоній доріжці з Раяном Рейнольдсом і Г'ю Джекманом на прем'єрі фільму в Лондоні. Щоб відсвяткувати прем'єру фільму, HMV тимчасово замінили зображення Ніппера на своєму логотипі на Пеггі. Вона також з’явилася на заході в Кінгстоні-апон-Галл, щоб зустрітися з шанувальниками в серпні 2024 року.

## Фільмографія
| рік      | Назва             | роль   | Примітки               |
| -------- | ----------------- | ------ | ---------------------- |
| 2023 рік | BBC Breakfast     | —      |                        |
| 2024 рік | Дедпул і Росомаха | Догпул | Акторський дебют Пеггі |